# Hauptstadt der Islamischen Kultur
Hauptstadt der Islamischen Kultur (arabisch عاصمة الثقافة الإسلامية, DMG ʿĀṣimat aṯ-ṯaqāfa al-islāmiyya) ist ein Titel, der von der Islamischen Organisation für Bildung, Wissenschaft und Kultur (Islamic Educational, Scientific and Cultural Organization; ISESCO) mit Hauptsitz in der marokkanischen Hauptstadt Rabat vergeben wird. Er wurde erstmals 2005 für Mekka vergeben, seitdem werden die Bezeichnungen an Städte in der arabischen, afrikanischen und asiatischen Region ausgestellt.
| Jahr | Arabische Region     | Afrikanische Region | Asiatische Region   |
| ---- | -------------------- | ------------------- | ------------------- |
| 2005 | Mekka                | Mekka               | Mekka               |
| 2006 | Aleppo               | Timbuktu            | Isfahan             |
| 2007 | Fès / Tripolis       | Dakar               | Taschkent           |
| 2008 | Alexandria           | Dschibuti           | Lahore              |
| 2009 | Kairouan             | N’Djamena           | Baku / Kuala Lumpur |
| 2010 | Tarim                | Moroni              | Duschanbe           |
| 2011 | Tlemcen / Nouakchott | Conakry             | Jakarta             |
| 2012 | Nadschaf             | Niamey              | Dhaka               |
| 2013 | Tripoli              | Kano                | Ghazni              |
| 2014 | Schardscha           | Ouagadougou         | Bischkek            |
| 2015 | Nizwa                | Cotonou             | Almaty              |
| 2016 | Kuwait               | Freetown            | Malé                |
| 2017 | Amman / Sannar       | Kampala             | Maschhad            |
| 2018 | Manama               | Libreville          | Nachitschewan       |
| 2019 | Jerusalem            | Bissau              | Bandar Seri Begawan |
| 2020 | Kairo                | Bamako              | Buxoro              |
| 2021 | Doha                 | Banjul              | Islamabad           |
| 2022 | Damaskus             | Yaoundé             | Bandung             |
| 2023 | Bengasi              | Mogadischu          | Selangor            |
| 2024 | Marrakesch           | Lomé                | Kabul               |